# Thomas Bordan
Thomas Bordan, magyaros névalakban Bordan Tamás (? – Nagyszeben, 1633. augusztus 28.) evangélikus lelkész.

## Élete
Nagyszebeni származású. 1589-ben nagycsűri, 1592-ben pedig szelindeki lelkész lett; három ízben (1599, 1600, 1604) dékán volt a nagyszebeni káptalanban.
Sírja Szelindeken, a vár lábánál fekvő Szent Bertalan-templomban található. A síremlék teljes papi díszban, kezében Bibliával, kehellyel és a családi címerrel ábrázolja. A sírverset saját maga szerezte.

## Munkái
Virtus coronata, oder Ursache und Lohn Expeditionis Schirmerianae. Kiadta Kemény József gróf a Deutsche Fundgruben cz. munkában (Kolozsvár, 1839.) Ennek egy része megjelent a Sieb. Volksfreundban (Nagyszeben 1844. 18–20. sz.) is.